# El Turuñuelo
El Turuñuelo, Turuñuelo de Guareña o Casas del Turuñuelo és un jaciment arqueològic tartessi del segle V a. C., que es troba en el terme municipal de Guareña (Badajoz), prop de Yelbes.
Els treballs d'excavacions que duu a terme l'Institut d'Arqueologia de Mèrida (IAM), estan coordinats per Sebastián Celestino Pérez i Esther Rodríguez González. Hi ha una dotzena de jaciments arqueològics tartessis a la Vall del Guadiana, dels quals se n'han excavat tres: Cancho Roano (prop de Zalamea de la Serena), La Mata (en Campanar) i El Turuñuelo.
En 2014 es va realitzar un sondeig estratigràfic. S'han succeït tres campanyes d'excavacions. La primera campanya (2015) va ser finançada per la Junta d'Extremadura amb fons Feder de la Unió Europea, i la segona pel Ministeri d'Economia i Competitivitat. En 2015 es va descobrir un habitacle de 70 m² en molt bon estat de conservació, en el qual es van trobar, al centre, un altar de tova amb forma de pell de toro, bancs correguts i una banyera de 1,70 m, «considerada com un de les troballes més extraordinàries de l'excavació, un element fins ara desconegut i que es podria dedicar a fer algun ritual relacionat amb l'aigua"», segons Sebastián Celestino. «Li diem banyera o sarcòfag per la seva forma. Està fet amb un material estrany a força de calç i no sabem què contenia; no té cap orifici de sortida i, per tant, pot ser per contenir aigua, per fer algun tipus de ritual que se'ns escapa», explica Sebastián Celestino.
En 2017, s'ha tret a la llum una escalinata amb 10 graons i 2,5 metres d'altura que uneix dues plantes; la inferior encara no s'ha excavat. El material és un tipus de morter de calç i granit triturat, que s'encofrava i constituïa una espècie de protocement (el més semblant, el opus caementicium romà, és un segle posterior). A l'abril del mateix any, s'han trobat al costat de l'escalinata les restes de dos cavalls sacrificats. Menys de dos mesos després, s'han exhumat les restes d'altres 17 cavalls, de dos bous i d'un porc.
El sacrifici d'aquests animals formaria part d'una ritual dels pobladors, que inclouria un banquet comunitari i l'immediat incendi del santuari tartessi, que va ser enterrat i abandonat. El sacrifici d'oferiment a les seves divinitats, es va realitzar al pati principal  de l'estada sud, zona en la qual s'han trobat moltes petxines i ossos tirats al terra. Sebastián Celestino, ressalta la importància de la troballa de l'aixovar empleat en el banquet: dos gerros, coladors i altres estris, a més de gots d'imitació grega i de plats i gots amb bandes pintades de color vermell. La bona conservació del recinte religiós i dels objectes de bronze del ritual, es deu al fet que el foc solidificà els murs de tova de tres metres d'ample, i la terra amb la qual es va cobrir el recinte va preservar els metalls. El 31 de maig de 2017 va finalitzar la segona fase d'excavacions, de dos mesos de durada.
El túmul del Turuñuelo té en l'actualitat una hectàrea d'extensió. En les campanyes de 2015-2016, es van trobar restes ceràmiques, arquitectòniques, llavors, restes de catifes d'espart i altres teixits, un calder i una graella de bronze i molts altres objectes d'aquest metall. Entre les tres campanyes s'ha excavat el 10 % del total del jaciment. Esther Rodríguez assenyala que fins a octubre, en què possiblement es reprengui la campanya, es durà a terme la seua documentació. La restauració dels bronzes trobats, prossegueix en el Laboratori de Restauració i Conservació de la Universitat Autònoma de Madrid (SECYR). L'arqueòloga afegeix, que s'espera puguin ser publicats aviat els resultats de les excavacions.
La codirectora del Turuñuelo afirma que «aquest jaciment s'ha convertit en un exemple excepcional per a l'estudi de l'arquitectura tartèssia, així com de la seva organització social i econòmica dins del sistema que regeix el Guadiana Mitjà durant aquesta època». L'extensió del jaciment és tres vegades superior al de Cancho Roano.
Les construccions del Turuñuelo van ser destruïdes, incendiades i segellades amb argila pels seus propis habitants al final del segle V a. C., davant la invasió imminent de pobles cèltics del nord.